# Wilibald Nagel

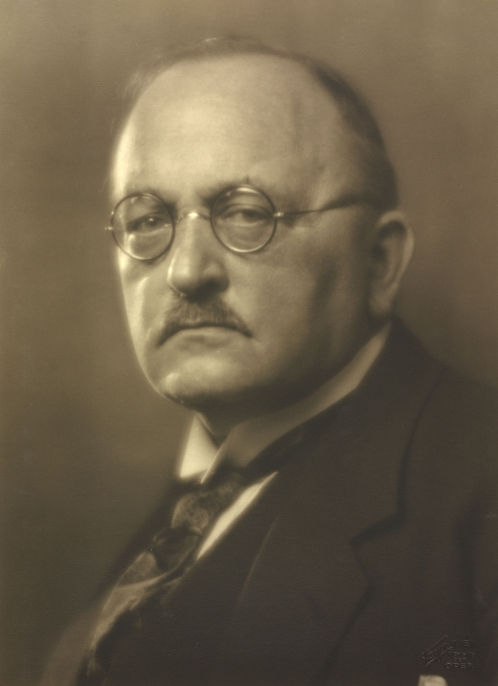
Wilibald Nagel

Wilibald Nagel (auch Willibald Nagel, * 12. Januar 1863 in Mülheim an der Ruhr; † 17. Oktober 1929 in Stuttgart) war ein deutscher Musikwissenschaftler und Musikkritiker.

## Leben und Wirken
Wilibald Nagel, Sohn des Lieder- und Oratoriensängers Siegfried Nagel († 1874), studierte in Berlin an der Friedrich-Wilhelms-Universität Germanistik und Musikwissenschaften bei Philipp Spitta und Heinrich Bellermann. 1888 habilitierte er sich an der Universität Zürich für Musikwissenschaften und lehrte dort als Dozent an der Philosophischen Fakultät bis 1894.
Danach lebte er bis 1896 zu Studienzwecken in England und war nach seiner Rückkehr nach Deutschland in Cleve als Musikschriftsteller tätig. 1898 erfolgte Nagels Berufung als Dozent der Musikwissenschaften an die Technische Hochschule zu Darmstadt, 1905 erfolgte seine Ernennung zum Professor. An der dortigen Akademie für Tonkunst gab er Klavierunterricht und leitete den Akademischen Gesangsverein. 1913 bis 1917 lebte er als Schriftsteller in Zürich. Von 1917 bis 1921 war Nagel Schriftleiter und Redakteur der Halbmonatsschrift Neue Musik-Zeitung. 
1921 wurde er Lehrer für Klavier, Musiktheorie und -geschichte an der Württembergischen Hochschule für Musik und übernahm bei der Süddeutschen Zeitung das Musikressort.
Bekannt wurde Nagel unter anderem durch seine Mitautorschaft des dreibändigen Werkes Allgemeine Geschichte der Musik von Richard Batka. Seine Forschungen zu Mozart werden auch in Karl Storcks Mozart – Sein Leben und Schaffen (1908) gewürdigt. Seine Abhandlungen über Die Nürnberger Musikgesellschaft (1588–1629) wird in mehreren nachfolgenden musikgeschichtlichen Werken zitiert. 
Seine nationalistisch-reaktionäre Haltung und seine ästhetische Weltanschauung als Journalist zeigt sich unter anderem in seiner Position zur Pfitzner-Bekker-Kontroverse um die „musikalische Impotenz“ und in Artikeln wie Der Futurismus – eine undeutsche Erscheinung, in dem er zu polemischen Ausdrücken wie „hirnverbrannte Lächerlichkeit“ greift und sich gegen die Komponisten der Moderne – u. a. Ferruccio Busoni, Arnold Schönberg, Josef Matthias Hauer – wendet.
Nagel war seit 1897 Mitglied der Berliner Freimaurerloge Friedrich Wilhelm zur Morgenröthe.

## Schriften
- Die deutsche Idylle im 18. Jahrhundert. A. Stutz, Wädensweil o. J. (1887).
- Die neueren dramatisch-musikalischen Bearbeitungen der Genovefa-Legende. Ein Beitrag zur Geschichte der Oper. Habilitationsschrift an der Universität Zürich. Albert Unflad, Zürich/Leipzig 1888.
- Johannes Brahms als Nachfolger Beethoven's. Gebr. Hug, Leipzig 1892.
- Annalen der englischen Hofmusik von der Zeit Heinrichs VIII. bis zum Tode Karls I. (1509–1649). Breitkopf & Härtel, Leipzig 1894.
- Geschichte der Musik in England, I. Trübner, Strassburg 1894–97.
- Die Entwickelung der Musik in Frankreich und England. Habilitationsschrift an der Technischen Hochschule zu Darmstadt. Reuther & Reichard, Berlin 1898.
- Goethe und Beethoven. Vortrag, gehalten in der Aula der Großherzogl. Technischen Hochschule zu Darmstadt zum Besten des Goethe-Denkmals. Beyer, Langensalza 1902.
- Beethovens „Heiligenstädter Testament“. In: Die Musik. (1901/1902), Heft 12 = 1. Beethoven-Heft, S. 1050–1058.
- Goethe und Mozart. Vortrag. Beyer, Langensalza 1904.
- Gluck und Mozart. Vortrag. Beyer, Langensalza 1905.
- Die Musik im täglichen Leben. Ein Beitrag zur Geschichte der musikalischen Kultur unserer Tage. Beyer, Langensalza 1907.
- Studien zur Geschichte der Meistersänger. Beyer & Söhne, Langensalza 1909. Musikalisches Magazin Heft 27.
- Beethoven und seine Klaviersonaten. 2 Bände. Beyer & Söhne, Langensalza 1903–1905. (2. erw. Auflage: Beyer & Söhne, Langensalza 1923/24)
- Kleine Mitteilungen zur Musikgeschichte aus Augsburger Akten. In: Sammelbände der Internationalen Musikgesellschaft. Band 9. (1907–1908) S. 145–154.
- Zur Lebensgeschichte August Eberhard Müllers. In: Die Musik. 9, H. 4, 1909/10, S. 84–92.
- Allgemeine Geschichte der Musik. 3 Bände. Mit Richard Batka. Grüninger, Stuttgart 1909–1915.
- Geschichte der Musik im Umriß. Mit Heinrich Adolf Köstlin. Breitkopf & Härtel, Leipzig 1910.
- Kleine Beethoveniana. In: Sammelbände der Internationalen Musik-Gesellschaft. Band 12 (1910–1911) S. 586–588.
- Christoph Graupner als Sinfoniker. Zusammenfassende Bemerkungen (nebst thematischem Kataloge der Sinfonien). Beyer, Langensalza 1912.
- Die Musik als Mittel der Volkserziehung. Wesen und Bedeutung der Programm-Musik. Vorträge, geh. im Württembergischen Goethe-Bunde zu Stuttgart. Beyer, Langensalza 1912.
- Mozart und die Gegenwart. Beyer, Langensalza 1912.
- Josef Haydn. Vortrag, gehalten im Hess. Goethe-Bund in Darmstadt. Beyer, Langensalza 1913.
- Über die Strömungen in unserer Musik. Kritische Randbemerkungen zur modernen Kunst. Beyer, Langensalza 1913.
- Über den Begriff des Hässlichen in der Musik. Ein Versuch. Beyer, Langensalza 1914.
- Die Klaviersonaten von Joh. Brahms. Techn.-ästhet. Analysen. Grüninger, Stuttgart 1915.
- Ferruccio Busoni als Ästhetiker. In: Neue Musik-Zeitung. 15, 1917.
- Wilhelm Mauke. Universal Edition, Wien 1919.
- Paul Hindemith „Mörder, Hoffnung der Frauen – Das Nusch-Nuschi“. Zwei Opern Einakter. Uraufführung im Württ. Landestheater zu Stuttgart am 4. Juni. In: Neue Musik-Zeitung. 19, 1921.
- Johannes Brahms.  J. Engelhorns Nachf., Stuttgart 1923.
- Beethoven Romantiker? In: 1. Kongreßbericht. Beethoven-Zentenarfeier Wien, 26. bis 31. März 1927. Veranstaltet von Bund und Stadt, unter dem Ehrenschutz des Herrn Bundespräsidenten Dr. Michael Hainisch. Internationaler Musikhistorischer Kongress. Universal-Edition, Wien 1927.